# Минимальная действующая доза (пороговая доза)
Минимальная действующая (пороговая) доза — это минимальная доза лекарственного средства, которая вызывает минимальный обнаруживаемый биологический эффект у субъекта . При крайне низких дозах биологические эффекты для некоторых лекарственных средств отсутствуют. Увеличение дозы выше пороговой дозы вызывает увеличение числа биологических эффектов . Для описания эффектов определенной дозы лекарства у конкретного вида было установлено несколько контрольных показателей, таких как доза, не оказывающая явного действия (No-observed-effect level, NOEL), доза, не оказывающая явного нежелательного действия (No-observed-adverse-effect level, NOAEL) и наименьшая доза, оказывающая явное нежелательное действие (Lowest-observed-adverse-effect level, LOAEL) . Данные показатели устанавливаются на основе анализа результатов имеющихся исследований и опытов на животных . Применение пороговой дозы при оценке риска позволяет обезопасить участников клинических испытаний и оценить риски хронического воздействия определенных веществ . Однако характер исследований на животных также ограничивает применимость экспериментальных результатов в отношении человеческой популяции и их значимость при оценке потенциального риска определенных веществ . В токсикологии существуют и другие дозы, отражающие безопасность, включая LD50, LC50 и EC50.

## Уровни дозы
Пороговая доза — это доза лекарственного средства, которой минимально достаточно для того, чтобы вызвать биологический эффект у животного. Эту дозу часто трудно определить, но она является основой для рекомендуемых пределов дозы, которые касаются тканевых реакций. В оценке соотношения доза/эффект термин «пороговая доза» определяется через понятия NOEL, NOAEL и LOAEL, определяющие пределы доз, которые вызывают биологические или токсические эффекты . Общими биологическими реакциями являются изменения в структуре, росте, развитии и средней продолжительности жизни подвергшейся воздействию группы организмов . Изменения обнаруживаются путем сравнения наблюдений между испытуемой и контрольной группами. При этом обе группы принадлежат к одному виду и находятся в одинаковых условиях воздействия в ходе исследования. Единственное различие заключается в том, что испытуемая группа получает экспериментальное вещество, а контрольная — нет . Для препаратов, вводимых перорально и трансдермально, единицами измерения пороговой дозы являются доза препарата в миллиграммах на массу тела в килограммах в сутки (мг/кг массы тела/сут.) или ppm (parts-per-million), а пороговая доза препаратов при ингаляционном введении имеет единицу измерения, равную количеству препарата в миллиграммах в одном литре воздуха в течение шести часов в сутки (мг/л 6 ч/сут.) .

## No-observed-effect level, NOEL
NOEL — доза, не оказывающая явного действия. Это наибольшая доза вещества, которая не вызывает заметного повышения частоты проявления или тяжести любых эффектов у группы, получающей лечение, в клинических исследованиях или экспериментах на животных . В некоторых статьях NOEL — единственный уровень дозы, подразумевающийся под термином «пороговая доза» .

## No-observed-adverse-effect level, NOAEL
NOAEL — доза, не оказывающая явного нежелательного действия. Это наибольшая доза вещества, которая не оказывает заметного нежелательного эффекта на группу, получающую лечение, в клинических исследованиях или экспериментах на животных .

## Lowest-observed-adverse-effect level, LOAEL
LOAEL — наименьшая доза, оказывающая явное нежелательное действие. Это наименьшая доза вещества, которая вызывает заметный нежелательный эффект в группе, получающей лечение, в клинических исследованиях или экспериментах на животных . Эта доза вызывает неблагоприятное изменение морфологии, функции, способности, роста, развития или продолжительности жизни организма-мишени, который в определенных условиях воздействия отличается от нормальных организмов того же вида. При превышении этого уровня наблюдается биологически или статистически значимое увеличение распространенности нежелательных эффектов в группе, получающей лечение .
| Вещество                              | животное | NOAEL                                                     | LOAEL                                                  | Источник |
| ------------------------------------- | -------- | --------------------------------------------------------- | ------------------------------------------------------ | -------- |
| en:Oxydemeton-methylОксидеметон-метил | Крыса    | 0,5 мг/кг/день                                            | 2,3 мг/кг/день                                         | [ 11 ]   |
| Бор                                   | Крыса    | 55 мг/кг/день                                             | 76 мг/кг/день                                          | [ 12 ]   |
| Барий                                 | Крыса    | 0,21 мг/кг/день                                           | 0,51 мг/кг/день                                        | [ 13 ]   |
| Трифторйодметан                       | Крыса    | 20000 ppm для эффектов, не связанных с щитовидной железой | 20000 ppm для эффектов, связанных с щитовидной железой | [ 14 ]   |
| Ацетаминофен                          | Человек  | 25 мг/кг/день                                             | 75 мг/кг/день                                          | [ 15 ]   |

## Факторы, влияющие на пороговую дозу
Зависимость доза — ответ связана с различными факторами. К ним относятся физико-химические свойства препарата, путь введения, продолжительность воздействия, размер популяции и характеристики изучаемого организма, такие как вид, пол, возраст и т. д.  Тип биологической реакции также является важным фактором для вариаций зависимости «доза — ответ». Каждому типу реакции соответствует одна уникальная зависимость . Поскольку установить зависимости «доза — ответ» для всех ответов практически невозможно, исследования обычно ограничиваются отдельными типами. Рассматриваются все имеющиеся исследования, изучающие взаимосвязь между целевым препаратом и его биологическими эффектами. Критерием отбора биологических эффектов для оценки является наименьшая доза, необходимая для проявления конкретного действия . Предиктор биологического эффекта также может быть использован для оценки . Например, факторы риска заболевания могут в конечном итоге привести к его возникновению. При изучении взаимосвязи между лекарством и развитием конкретного сердечно-сосудистого заболевания, факторы риска заболевания могут рассматриваться для проведения оценки.

## Процесс оценки пороговой дозы
Оценка конкретных уровней доз NOAEL и LOAEL представляет собой двухэтапный процесс. Первый этап заключается в проведении обзора доступных исследований или исследований на животных для получения данных о действии различных доз целевого препарата . Они позволяют установить зависимость «доза — ответ» в диапазоне доз, указанных в имеющихся данных. Часто этих данных не хватает для получения достаточно широкого диапазона, чтобы определить дозу, при которой отсутствуют биологические реакции у человека . Из этого следует второй этап: экстраполяция зависимости «доза — ответ» , в результате которого получают прогноз значений, выходящих за пределы имеющихся данных. На данном этапе делается предположение о том, в какую именно область попадают критические уровни доз, такие как NOAEL и LOAEL . Таким образом можно оценить дозы, начинающие вызывать нежелательные эффекты у человека. Для первого этапа двумя распространенными подходами к оценке пороговых доз являются качественный анализ имеющихся исследований и исследований на животных.

## Качественный анализ имеющихся исследований
Данные о влиянии целевого препарата в различных дозах могут быть получены из уже имеющихся исследований. Определяется зависимость «доза — ответ», и часто требуется экстраполяция, чтобы сделать выводы об уровнях дозы, находящихся ниже диапазона собранных данных .

## Исследования на животных
Исследования на животных проводятся в тех случаях, когда данных, полученных в результате качественного анализа имеющихся исследований, недостаточно. Это делается для расширения диапазона доз . Кроме того, проведение исследования на животных позволяет управлять дизайном исследования, например выбрать пол и возраст особей для проведения эксперимента. Исследования на животных, таким образом, менее подвержены влиянию вмешивающихся факторов, чем обсервационные исследования, и поэтому способствуют более тщательной оценке дозы и ответа . Поскольку экспериментальные животные отличаются от человека по массе тела, для оценки зависимости «доза — ответ» у человека необходимо провести экстраполяцию полученных данных .
Основным исследованием на животных является тестирование токсичности повторных доз. Экспериментальных животных делят на четыре группы: получающие плацебо, низкую дозу, среднюю дозу и высокую дозу вещества . В пределах одной и той же группы одна и та же доза дается ежедневно в течение определенного периода, например 28 дней или 90 дней  После указанного периода вскрытие или сбор образцов тканей позволяет выявить уровни доз, вызывающих определенные эффекты, и, следовательно, установить NOAEL и LOAEL .

## Значимость
Пороговые дозы, такие как NOEL, NOAEL и LOAEL, являются важными параметрами для оценки риска. На их основе можно получить максимально безопасные начальные дозы различных лекарств до проведения клинических исследований . Еще одно применение — оценка безопасной дозы препарата при хроническом воздействии, что используется для оценки ежедневного воздействия, которое не вызывает вредных эффектов у людей в течение жизни, или референтной дозы (reference dose, RfD) .
Вариации между различными видами и экстраполяция зависимости «доза — ответ», полученной в ходе исследований на животных, на человека вносят неопределенность в анализ «доза — ответ». В человеческой популяции также наблюдаются  вариации чувствительности к определенному веществу . В результате для преобразования NOAEL в референтную дозу применяются 10-кратные коэффициенты неопределенности (UF). UFinter и UFintra учитывают межвидовую и внутривидовую вариацию соответственно .

## Неприменимость
Для канцерогенных веществ теоретически не существует NOAEL и LOAEL, поскольку не существует безопасной дозы для канцерогенов. Линейно-квадратическая модель обычно используется для иллюстрации вероятности развития рака от дозы радиационного излучения. Не существует порогового значения, при котором начинают возникать стохастические эффекты для здоровья . Наличие предела безопасности, ниже которого не ожидается негативного биологического эффекта, предполагается только для последствий для здоровья, не связанных с онкологией .

## Несоответствие
Большинство моделей «доза — ответ» получены в ходе экспериментов на животных. Поэтому результаты могут не соответствовать результатам, полученным в клинических исследованиях . Кроме того, между людьми существуют индивидуальные различия по возрасту, весу, полу, состоянию здоровья и т. д.  В большинстве случаев пороговая доза служит в качестве ориентира для оценки вероятных последствий определенной дозы вещества для общего населения, хотя в отдельных группах, таких как пациенты с ослабленным иммунитетом, беременные и дети, могут существовать значительные отклонения .

## Неполнота
Пороговая доза является лишь мерой острой токсичности, поскольку исследуемый препарат или токсичное вещество вводится однократно. Последствия длительного введения остаются неизвестными . Поскольку пороговая доза представляет собой измеренный минимальный ответ, ее точность в значительной степени зависит от используемого оборудования и требует дальнейшей доработки . Кроме того, пороговая доза отражает только дозу, необходимую для минимального обнаруживаемого ответа, однако это не говорит о том, что эффекты для здоровья абсолютно отсутствуют в дозах ниже пороговой .

## LD50, LC50
Полулетальная доза вещества (the median lethal dose, LD50) определяется как доза, которая приводит к смерти 50 % испытуемой популяции. Это значимый параметр в токсикологических исследованиях, который указывает на острую токсичность конкретного вещества. LD50 обычно выражается в миллиграммах на единицу массы тела (мг/кг) . Для экологических токсинов используется аналогичный параметр LC50, поскольку прямого введения токсичных веществ не происходит. LC50 — это концентрация вещества в воздухе, которая приводит к смерти половины испытуемой популяции в течение экспериментального периода .

## EC50
Полумаксимальная эффективная концентрация (Half maximal effective concentration EC50) — это концентрация препарата, необходимая для достижения 50 % от максимального биологического эффекта, который может оказать препарат. Она представляет собой отражение эффективности препарата и выражается в молярных единицах (моль/л) . Значение EC50 в основном зависит от сродства препарата к его рецептору, а также от эффективности препарата, которая отражает способность препарата вызывать требуемый биологический эффект . EC50 включается в уравнение Хилла (Hill equation), которое показывает связь между концентрацией агониста и связыванием лиганда. EC50 математически определяется как точка перегиба функции .